# Джермук
Джермук (на арменски: Ջերմուկ) е град, разположен в провинция Вайоц Дзор, Армения. Населението му през 2011 година е 4628 души.

## Население
- 1990 – 9014 души
- 2001 – 5146 души
- 2009 – 6212 души
- 2011 – 4628 души